# Exoneura fultoni
Exoneura fultoni là một loài Hymenoptera trong họ Apidae. Loài này được Cockerell mô tả khoa học năm 1913.